# Discus macclintocki
Discus macclintocki är en snäckart som först beskrevs av F. C. Baker 1928.  Discus macclintocki ingår i släktet Discus och familjen Discidae. IUCN kategoriserar arten globalt som livskraftig. Inga underarter finns listade i Catalogue of Life.

## Bildgalleri

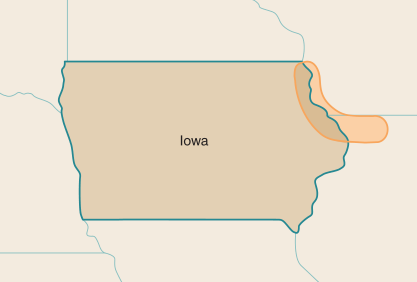